# Saropogon fulvicornis
Saropogon fulvicornis là một loài ruồi trong họ Asilidae. Saropogon fulvicornis được Macquart miêu tả năm 1850.